# Абдулла Аль-Дурі
Абдулла Аль-Дурі (13 грудня 1998) — ірацький спортсмен. Учасник Чемпіонату світу з водних видів спорту 2017, де в попередніх запливах на дистанції 50 метрів батерфляєм посів 60-те місце і не потрапив до півфіналів.